# Campionatul Mondial de Atletism din 2022 - 4x100 m (feminin)
Proba feminină de ștafetă 4x100 de metri de la Campionatul Mondial de Atletism din 2022 a avut loc pe 22 și 23 iulie 2022 pe Hayward Field din Eugene, SUA.

## Timpul de calificare
Timpul standard pentru calificare a fost stabilit la prezența în primele 10 echipe la World Relays 2021, alte 6 echipe urmând a fi admise ulterior.

## Program
Ora este ora SUA (UTC-7) 
| Data     | Oră   | Etapă      |
| -------- | ----- | ---------- |
| 22 iulie | 17:40 | Calificări |
| 23 iulie | 19:30 | Finala     |

## Rezultate

### Calificări
Primele trei echipe din fiecare serie s-au calificat în finală (C), alături de alte două echipe cu cel mai bun timp.
| Loc | Serie | Culoar | Țară                       | Atleți                                                                             | Timp  | Note  |
| --- | ----- | ------ | -------------------------- | ---------------------------------------------------------------------------------- | ----- | ----- |
| 1   | 2     | 2      | Statele Unite ale Americii | Melissa Jefferson, Aleia Hobbs, Jenna Prandini, Twanisha Terry                     | 41,56 | C     |
| 2   | 1     | 4      | Marea Britanie             | Asha Philip, Imani Lansiquot, Ashleigh Nelson, Daryll Neita                        | 41,99 | C     |
| 3   | 1     | 8      | Jamaica                    | Briana Williams, Natalliah Whyte, Remona Burchell, Kemba Nelson                    | 42,37 | C, SB |
| 4   | 1     | 3      | Germania                   | Tatjana Pinto, Alexandra Burghardt, Gina Lückenkemper, Rebekka Haase               | 42,44 | C, SB |
| 5   | 2     | 8      | Spania                     | Sonia Molina-Prados, Jaël Bestué, Paula Sevilla, Maria Isabel Pérez                | 42,61 | C, RN |
| 6   | 2     | 1      | Nigeria                    | Joy Chinenye Udo-Gabriel, Favour Ofili, Rosemary Chukwuma, Nzubechi Grace Nwokocha | 42,68 | C, SB |
| 7   | 2     | 4      | Italia                     | Zaynab Dosso, Dalia Kaddari, Anna Bongiorni, Vittoria Fontana                      | 42,71 | c, RN |
| 8   | 2     | 7      | Elveția                    | Géraldine Frey, Sarah Atcho, Salomé Kora, Ajla del Ponte                           | 42,73 | c     |
| 9   | 1     | 7      | China                      | Li He, Ge Manqi, Wei Yongli, Liang Xiaojing                                        | 42,93 | SB    |
| 10  | 1     | 1      | Canada                     | Crystal Emmanuel, Khamica Bingham, Jacqueline Madogo, Leya Buchanan                | 43,09 |       |
| 11  | 1     | 6      | Polonia                    | Magdalena Stefanowicz, Martyna Kotwiła, Marika Popowicz-Drapała, Ewa Swoboda       | 43,19 | SB    |
| 12  | 1     | 5      | Japonia                    | Masumi Aoki, Arisa Kimishima, Mei Kodama, Midori Mikase                            | 43,33 | RN    |
| 13  | 2     | 5      | Țările de Jos              | Andrea Bouma, Zoë Sedney, Minke Bisschops, Naomi Sedney                            | 43,46 |       |
| 13  | 2     | 6      | Danemarca                  | Mette Graversgaard, Mathilde Kramer, Astrid Glenner-Frandsen, Ida Karstoft         | 43,46 | RN    |
| 15  | 2     | 3      | Ecuador                    | Yuliana Angulo, Anahí Suárez, Nicole Caicedo, Nicole Jazmine Chala                 | 44,17 | SB    |
| 16  | 1     | 2      | Irlanda                    | Joan Healy, Adeyemi Talabi, Lauren Roy, Sarah Leahy                                | 44,48 |       |

### Finala
Finala a avut loc pe 23 iulie.
| Loc | Culoar | Țară                       | Atleți                                                                             | Timp  | Note |
| --- | ------ | -------------------------- | ---------------------------------------------------------------------------------- | ----- | ---- |
| 1   | 3      | Statele Unite ale Americii | Melissa Jefferson, Abby Steiner, Jenna Prandini, Twanisha Terry                    | 41,14 |      |
| 2   | 5      | Jamaica                    | Kemba Nelson, Elaine Thompson-Herah, Shelly-Ann Fraser-Pryce, Shericka Jackson     | 41,18 | SB   |
| 3   | 7      | Germania                   | Tatjana Pinto, Alexandra Burghardt, Gina Lückenkemper, Rebekka Haase               | 42,03 | SB   |
| 4   | 8      | Nigeria                    | Joy Chinenye Udo-Gabriel, Favour Ofili, Rosemary Chukwuma, Nzubechi Grace Nwokocha | 42,22 | RC   |
| 5   | 4      | Spania                     | Sonia Molina-Prados, Jaël Bestué, Paula Sevilla, Maria Isabel Pérez                | 42,58 | RN   |
| 6   | 6      | Marea Britanie             | Asha Philip, Imani Lansiquot, Dina Asher-Smith, Daryll Neita                       | 42,75 |      |
| 7   | 1      | Elveția                    | Géraldine Frey, Mujinga Kambundji, Salomé Kora, Ajla del Ponte                     | 42,81 |      |
| 8   | 2      | Italia                     | Zaynab Dosso, Dalia Kaddari, Anna Bongiorni, Vittoria Fontana                      | 42,92 |      |